# Praha 10
Praha 10 označuje jednotku několika způsobů členění hlavního města Prahy, které mají pokaždé jiné územní vymezení.
Městská část Praha 10 je jednotka místní samosprávy územně členěného statutárního města Prahy, která je spravována voleným zastupitelstvem, radou a úřadem městské části. Prahu 10 v tomto rozsahu tvoří celé katastrální území Vršovice a části katastrálních území Strašnice, Malešice, Záběhlice, Michle, Vinohrady, Hrdlořezy, Hloubětín a Žižkov.
Správní obvod Praha 10 je území, na kterém vykonává městská část Praha 10 (jednotka územní samosprávy) určitý rozsah státní správy v přenesené působnosti.
Obvod Praha 10 je jednotka územního členění státu na podobné úrovni jako okres. Funguje na ní řada článků řízení z jiných než administrativně správních oblastí (např. Obvodní soud pro Prahu 10). Městský obvod Praha 10 tvoří městské části Praha 10, Praha 15 (k. ú. Horní Měcholupy a Hostivař), Praha 22 (k. ú. Uhříněves, Hájek u Uhříněvsi, Pitkovice), Praha-Benice, Praha-Dolní Měcholupy, Praha-Dubeč, Praha-Kolovraty, Praha-Královice, Praha-Křeslice, Praha-Nedvězí, Praha-Petrovice a Praha-Štěrboholy. Obvod se spádovým centrem ve Strašnicích existoval v letech 1949–1960 jako jeden z 16 městských obvodů. Zákonem o územním členění státu s účinností od 1. července 1960 byl ustanoven nový obvod Praha 10 se spádovým centrem ve Vršovicích, utvořený v podstatě sloučením dosavadních obvodů Praha 13 a Praha 10, tedy obdobný původnímu obvodu XIII. V letech 1968 a 1974 bylo území obvodu výrazně rozšířeno o obce nově připojené k Praze. Od roku 1990 byl předefinován výčtem městských částí.

## Městská část Praha 10

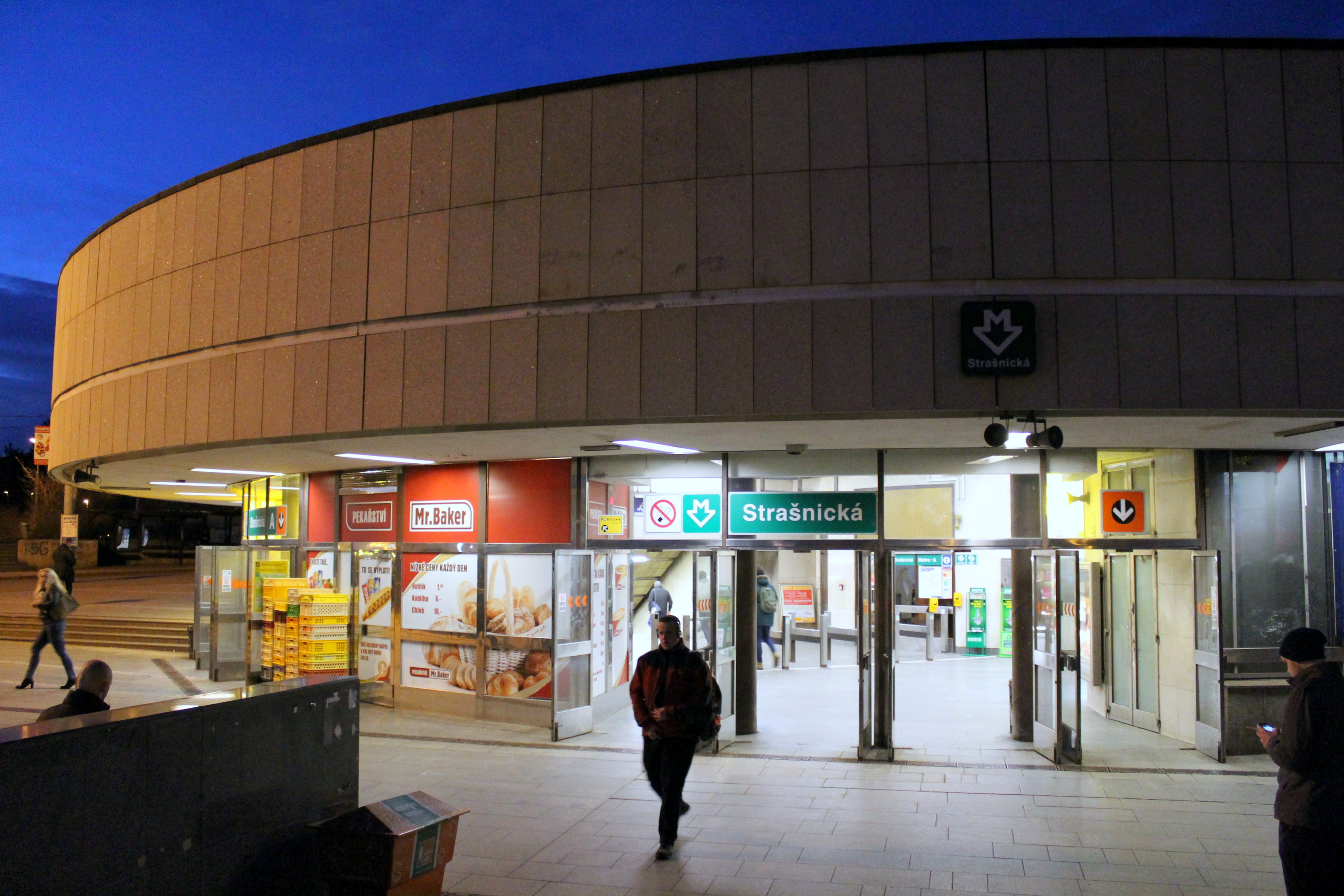
Vstup do stanice metra Strašnická

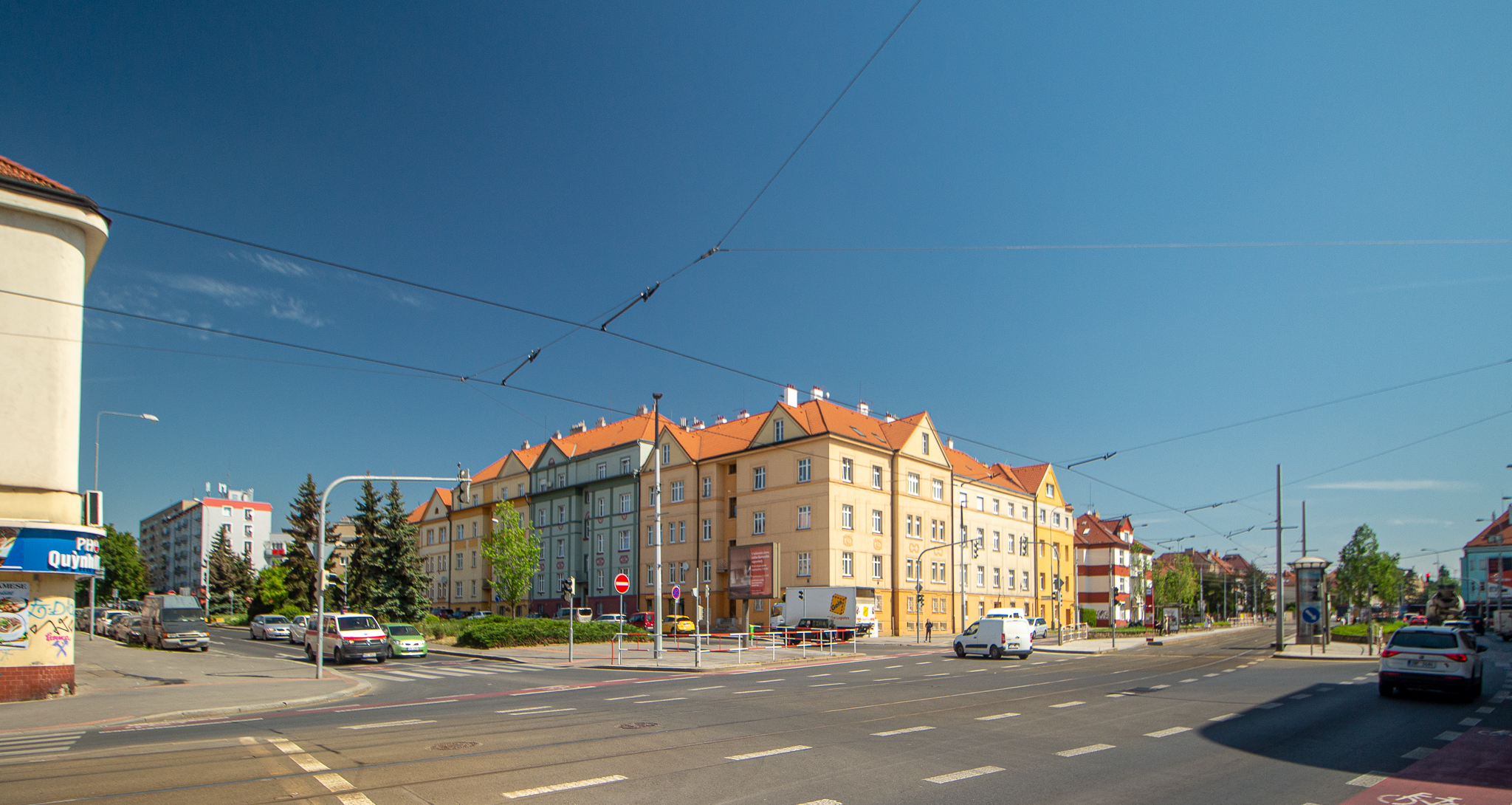
Strašnice, křižovatka ulic V Olšinách a Pod Rapidem poblíž stanice metra Strašnická

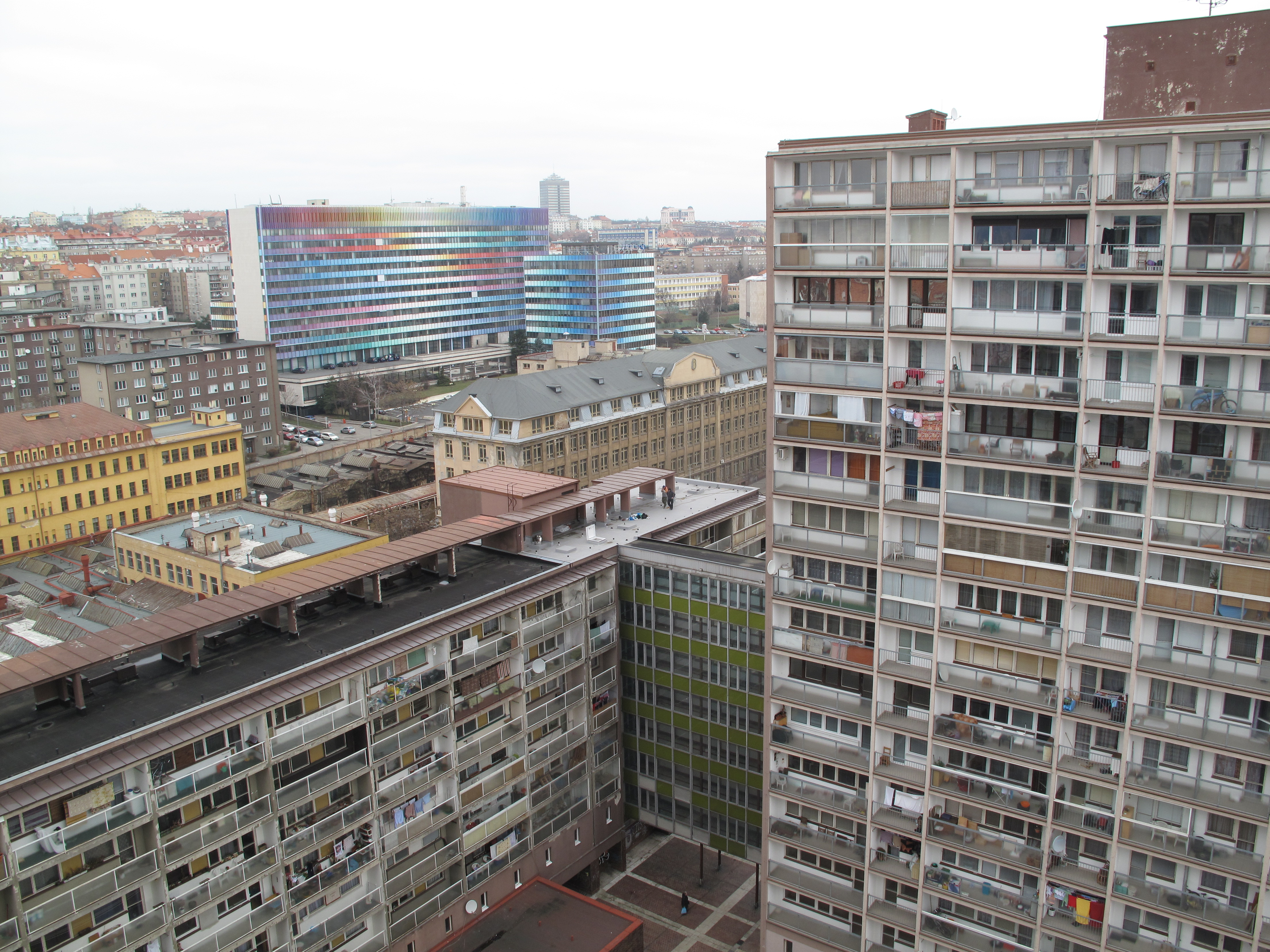
Vršovice, sídliště Vlasta, v pozadí budova firmy Koh-i-noor Waldes

Praha se člení na celkem 57 městských částí. Městské části poprvé stanovil s účinností od 24. listopadu 1990 dnes již zrušený zákon č. 418/1990 Sb., o hlavním městě Praze. Postavení a působnost městských částí v současné době upravuje zákon č. 131/2000 Sb., o hlavním městě Praze, zvláštní zákon a obecně závazná vyhláška č. 55/2000 Sb. hl. m. Prahy. Městská část je samostatný celek spravovaný voleným zastupitelstvem, radou a úřadem městské části. Stejně jako hlavní město Praha i každá městská část sama hospodaří s vlastním rozpočtem, který je sestavován individuálně dle potřeb dané městské části.
Její území zahrnuje centrální část městského obvodu Praha 10, bez obcí připojených od roku 1968, k 18. listopadu 1994 byla městská část Praha 10 zmenšena o Hostivař, která byla přičleněna k dosavadní městské části Praha-Horní Měcholupy, přejmenované současně na Prahu 15.
Území městské části Praha 10 tak tvoří katastrální území Vršovice, část Vinohrad, většina Strašnic, téměř celé Malešice, nepatrná část Hrdlořez, nepatrná část Hloubětína, část Záběhlic, část Michle, nepatrná část Žižkova. Sídlo úřadu městské části je ve Strašnicích.
- Vršovice
- část Vinohrad (jižně a východně od ulic Slovenská, U Vodárny, Korunní, Šrobárova, U Vinohradského hřbitova a Vinohradská)
- většina Strašnic (kromě bloku domů s areálem Tesly Strašnice a strašnické části nákladového nádraží Žižkov, které spadají do městské části Praha 3)
- většina Malešic (kromě základní sídelní jednotky 3182990 Tábor (dříve Tábor-střed C), tedy jihozápadního úbočí vrchu Tábor, zejména areálu školní botanické zahrady)
- část Záběhlic (bez Spořilova, tj. staré Záběhlice, Zahradní Město a Práče)
- část Michle (větší část Bohdalce a osada Na Slatinách)
- část Žižkova (jen rohový dům u ul. Pod Židovskými hřbitovy)
- nepatrná neobydlená část Hrdlořez (severní část areálu malešické teplárny a přilehlý úzký pás k železniční trati)
- nepatrná neobydlená část Hloubětína (úzký pás podél železniční trati severně od malešické Prefy)

Na území městské části Praha 10 bylo v roce 2001 evidováno 6786 domů a 55 860 bytů. Z celkového počtu cca 109 000 obyvatel připadá 36 000 na Vršovice, 38 000 na Strašnice, 12 000 na Malešice, 19 500 na Záběhlice, 7 tisíc na část Vinohrad v Praze 10, 2 tisíce na část Michle v Praze 10.

## Správní obvod Praha 10
Od 1. ledna 1995 byla na městskou část Praha-Horní Měcholupy (nově nazvanou Praha 15) přenesena z městské části Praha 10 rozšířená působnost státní správy i pro městské části Praha-Petrovice, Praha-Dolní Měcholupy, Praha-Štěrboholy, Praha-Uhříněves, Praha-Dubeč, Praha-Královice, Praha-Nedvězí, Praha-Kolovraty, Praha-Benice a Praha-Křeslice. Současně byly na městskou část Praha-Uhříněves přeneseny vybrané kompetence státní správy i pro městské části Praha-Dubeč, Praha-Královice, Praha-Nedvězí, Praha-Kolovraty, Praha-Benice a Praha-Křeslice. Od 1. ledna 2002 byl Obvodní úřad Praha 10 přejmenován na Úřad městské části Praha 10. Rozšířená působnost státní správy všech ostatních městských částí v obvodu Praha 10 byla rozdělena na městské části Praha 15, Praha 22 a Praha 11. Městská část Praha 10 má tak některé rozšířené působnosti státní správy jen pro své vlastní území a je tak jedním z 22 pražských správních obvodů podle systému zavedeného 1. ledna 2002.

## Obvod Praha 10

### V letech 1949–1960
Poprvé existoval obvod Praha 10 označený arabskou číslicí v rámci šestnáctiobvodového uspořádání Prahy v období 1. dubna 1949 – 30. června 1960 na základě vládního nařízení č. 79/1949 Sb. Tvořily jej Hostivař, Malešice, Staré Strašnice, část Záběhlic (Zahradní Město). Sousedním obvodem byla Praha 13, kterou tvořily Vršovice a části Michle a Záběhlic.
Základem tohoto obvodu Praha 10 byl dosavadní obvod Praha XX – Strašnice, který vznikl ke 14. listopadu 1947 na základě vládního nařízení číslo 187/1947 Sb. vyčleněním z dosavadního obvodu Praha XIII. Odštěpení Zahradního Města od zbytku Záběhlic přitom bylo prvním případem, kdy jedno katastrální území v Praze bylo rozděleno do více obvodů. Do nového obvodu Praha 10 byly zároveň začleněny i Malešice, které doposud patřily k Žižkovu do obvodu Praha XI.

### Od roku 1960
Od 11. dubna 1960 zákon č. 36/1960 Sb. vymezil v Praze 10 obvodů. Jedním z nich je i obvod Praha 10. Ten vznikl v podstatě sloučením dosavadních obvodů Praha 13 a Praha 10 (viz výše) a jihovýchodní části Královských Vinohrad ze zaniknuvšího obvodu Praha 12, Spořilov (část Záběhlic) však byl zařazen do nuselského obvodu Praha 4. Obvod tedy tvořily Vršovice, Strašnice, Hostivař, Malešice, Záběhlice bez Spořilova a jihovýchodní část Vinohrad.
K 1. lednu 1968 se obvod rozšířil o nově připojené obce Dolní Měcholupy, Horní Měcholupy, Petrovice a Štěrboholy. V rámci rozšiřování Prahy zákonem ČNR č. 31/1974 Sb. od 1. července 1974 přibyly do Prahy 10 Benice, Dubeč a Dubeček, Hájek, Kolovraty, Královice, Křeslice, Lipany, Nedvězí, Pitkovice a město Uhříněves.
V současné době obvod zahrnuje městské části Praha 10, Praha 15 (Horní Měcholupy a Hostivař), Praha-Dolní Měcholupy, Praha-Petrovice, Praha-Štěrboholy, Praha-Dubeč, Praha 22 (Uhříněves), Praha-Benice, Praha-Kolovraty, Praha-Královice, Praha-Nedvězí, Praha-Křeslice.
Od roku 1990 není obvod jednotkou územní samosprávy ani obecné státní správy, ale je značen na tabulích územní orientace a jsou podle něj nadále organizovány například justice, pošta nebo finanční úřady. Do jeho území spadají 3 z 22 správních obvodů podle systému zavedeného 1. ledna 2002 (obvody 10, 15 a 22), městská část Praha-Křeslice spadá do správního obvodu městské části Praha 11, ležící mimo obvod Praha 10.

## Ocenění udělená Praze 10
V roce 2012 získala Praha 10 titul Město stromů. Pořadatel soutěže, Nadace Partnerství, tak ocenil pokračování Prahy 10 v projektu Strom za narozené dítě, soutěž Dvorek roku, vytvoření naučné Zelené stezky Vršovic a Vinohrad, odborné semináře a přednášky a oblíbené vlastivědné vycházky. Během roku 2012 se Praha 10 rovněž umístila na třetím místě soutěže Město pro byznys.

## Informační zdroje pro občany

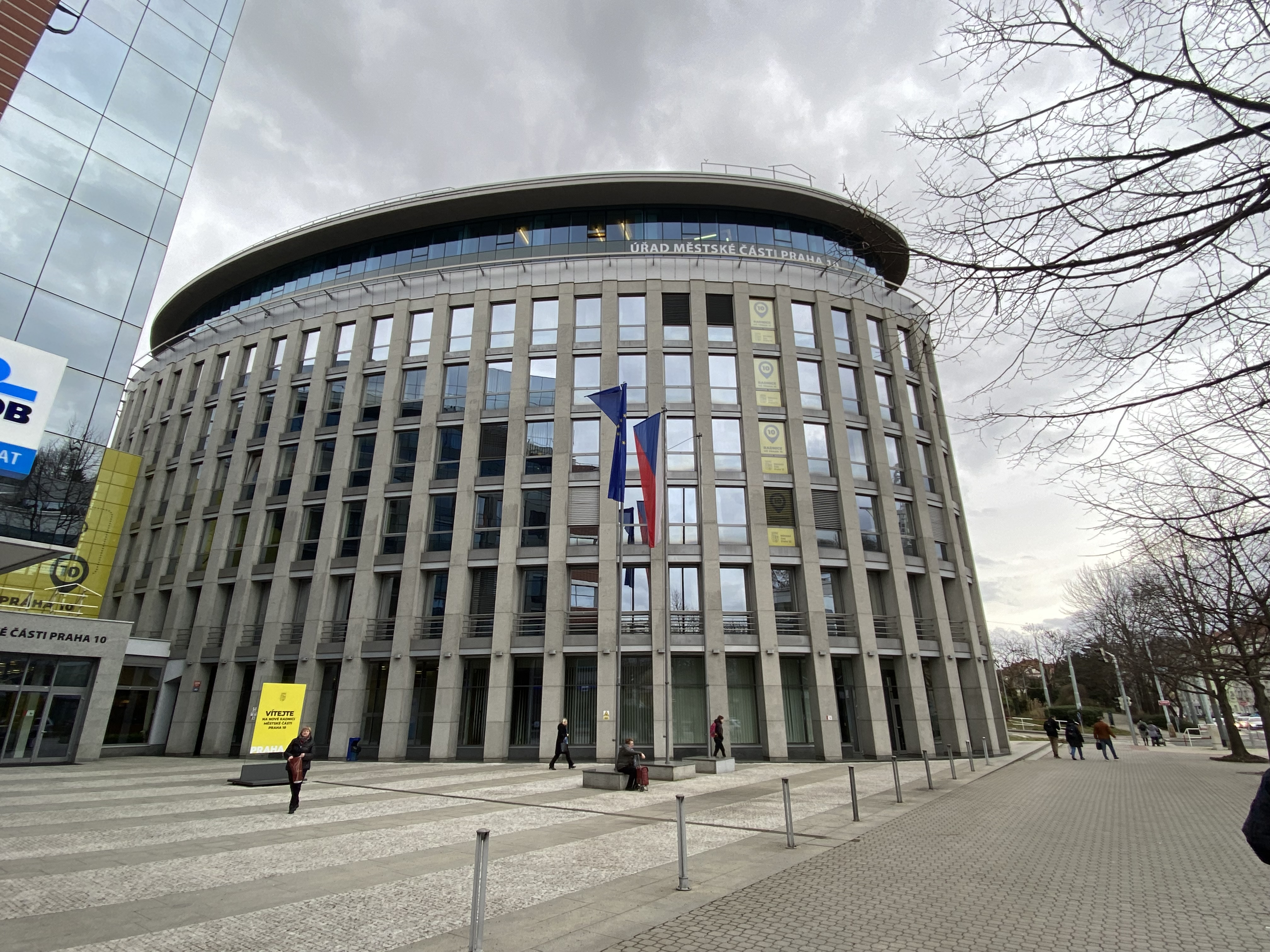
Budova radnice Praha 10 – úřad Prahy 10

- oficiální web městské části: www.praha10.cz
- nezávislé lokální zpravodajství: www.desitka.cz
- zprávy občanských iniciativ www.zaostrenona10.cz
- facebooková stránka městské části: www.facebook.com/praha10
- noviny zdarma propojené s radnicí: www.NasePraha10.cz
- SMS zprávy úřadu městské části: sms.praha10.cz[nedostupný zdroj] (lze též objednat na telefonním čísle 840 11 12 13)

Oficiální bezplatné noviny Praha 10, které vydávala městská část, byly zrušeny zastupitelstvem pod vedením starostky Radmily Kleslové v září roku 2015. Vydávání měsíčníku bylo obnoveno v dubnu 2019, od dubna 2024 vychází pod názvem Desítka.

## Partnerská města
- Ballerup, Dánsko
- Jasło, Polsko
- Nyíregyháza, Maďarsko
- Prešov, Slovensko

## Seznam vedení Prahy 10
Starostové
- 1993–1998: Stanislava Dandová (ODS)
- 1998–2001: Jiří Veselý (ODS)
- 2001–2002: Karel Výrut (ČSSD)
- 2002–2007: Milan Richter (ODS)
- 2007–2010: Vladislav Lipovský (ODS)
- 2010–2013: Milan Richter (ODS)
- 2013–2014: Bohumil Zoufalík
- 2014–2016: Radmila Kleslová (ANO)
- 2016–2018: Vladimír Novák (ČSSD)
- 2018–6/2022: Renata Chmelová  (VLASTA)
- 6–11/2022: Jana Komrsková (Piráti) - 1. místostarostka pověřena řízením
- od 2022: Martin Valovič (ODS)